# Ала ад-Дин Али
Ала ад-Дин Али (перс. بهاء الدین سام‎‎,) также известный как Зия ад-Дин (перс. ضیا ال الدین‎‎) — последний султан династии Гуридов (1214—1215). Он был двоюродным братом и преемником Ала ад-Дина Атсыза.

## Биография
Сын принца Шуджи ад-Дина Мухаммада и принцессы, известная как Малек-Йе Хаджи. В конце своего правления гуридский султан Гийас ад-Дин Абу-ль-Фатх Мухаммад назначил своего двоюродного брата Ала ад-Дина Али губернатором Хорасана около 1199/1200 года. Позже Гийас ад-Дин Абу-ль-Фатх Мухаммад скончался в 1202 году, и его преемником стал его младший брат и соправитель Муиз ад-Дин Мухаммад (1202—1206), который вскоре назначил Ала ад-Дина Али губернатором Гора, Гарчистана и Заминдавара. Ала ад-Дин Али позже возглавил кампанию против исмаилитов в Кухистане.
После смерти Муиз ад-Дина Мухаммеда в 1206 году Ала ад-Дин Али был смещен новым султаном Гийас ад-Дином Махмудом, который заточил его в крепость в Гарчистане. Ала ад-Дин Али, однако, позже был освобожден гулямом Таджуддином Йылдызом, который короновал его как султана династии Гуридов. Через год Таджуддин Йылдыз был вынужден сдать Фирузкух династии Хорезмшахов, а Ала ад-Дин Али был взят в плен хорезмийцами и доставлен в Хорезм, где он жил в почетной ссылке в столице. Ала ад-Дин Али умер несколько лет спустя.